# 亮毛杜鹃
亮毛杜鹃（学名：Rhododendron microphyton），为杜鹃花科杜鹃花属下的一个植物种。